# Zona de Ossa-Morena

Ubicación de la Zona de Ossa-Morena en el contexto geológico de la península ibérica.

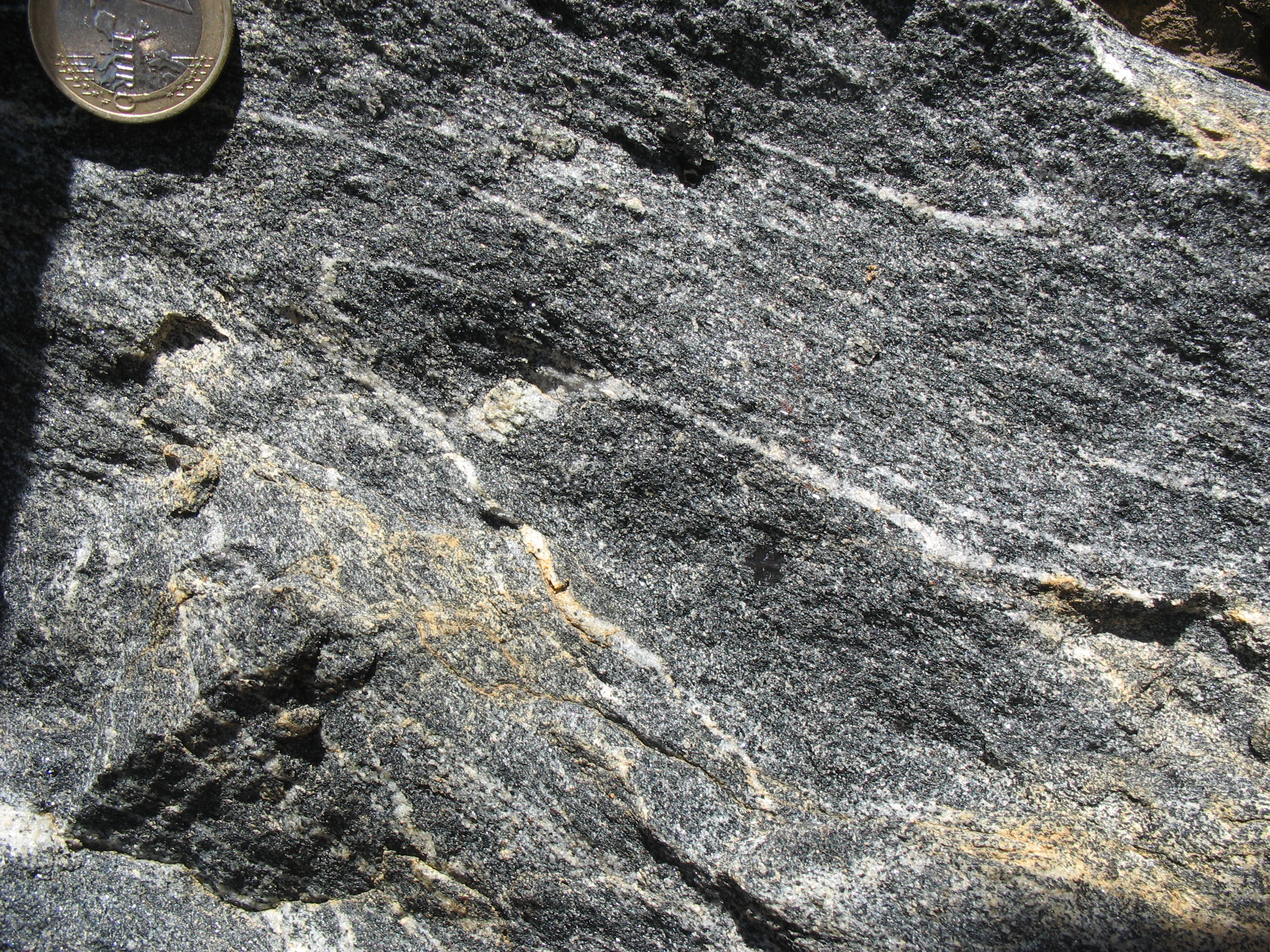
Pliegues en anfibolitas en Acebuches (Almonaster la Real, Huelva).

La Zona de Ossa-Morena es una de las unidades geológicas en las que se subdivide el Macizo Ibérico. Están representadas rocas del Precámbrico y todo el Paleozoico hasta el Carbonífero, caracterizadas por un metamorfismo entre bajo y muy bajo, con excepciones en algunas zonas, en que es de alto grado. Es general la foliación tectónica de las rocas, relacionada con las fases de metamorfismo. La zona se caracteriza por pliegues tumbados con vergencia al suroeste y cabalgamientos con desplazamiento también al suroeste. Hay abundantes intrusiones graníticas precámbricas, cámbricas y carboníferas, tanto simultáneas como posteriores a la deformación varisca.
Los límites de la zona están marcados por rocas de afinidad oceánica (ofiolitas): al noreste por la Zona de Cizalla de Badajoz-Córdoba y al sureste por las anfibolitas de Beja-Acebuches, que indican el cierre de zonas oceánicas y la sutura de bloques continentales.
El conjunto de la zona se interpreta como un bloque continental fusionado durante la orogenia varisca con los bloques adyacentes de la Zona Centroibérica y la Zona Sudportuguesa. La primera y más intensa fase de colisión es devónica, seguida por una etapa distensiva con magmatismo abundante en el Carbonífero Inferior y otra final compresiva en el Carbonífero Superior, en la que culmina la colisión entre bloques, con pliegues verticales y fallas de desgarre.